# 頭份大化宮
24°40′53″N 120°56′34″E / 24.681404°N 120.942682°E
頭份大化宮，是位於臺灣苗栗縣頭份市斗煥里的三山國王廟。

## 歷史

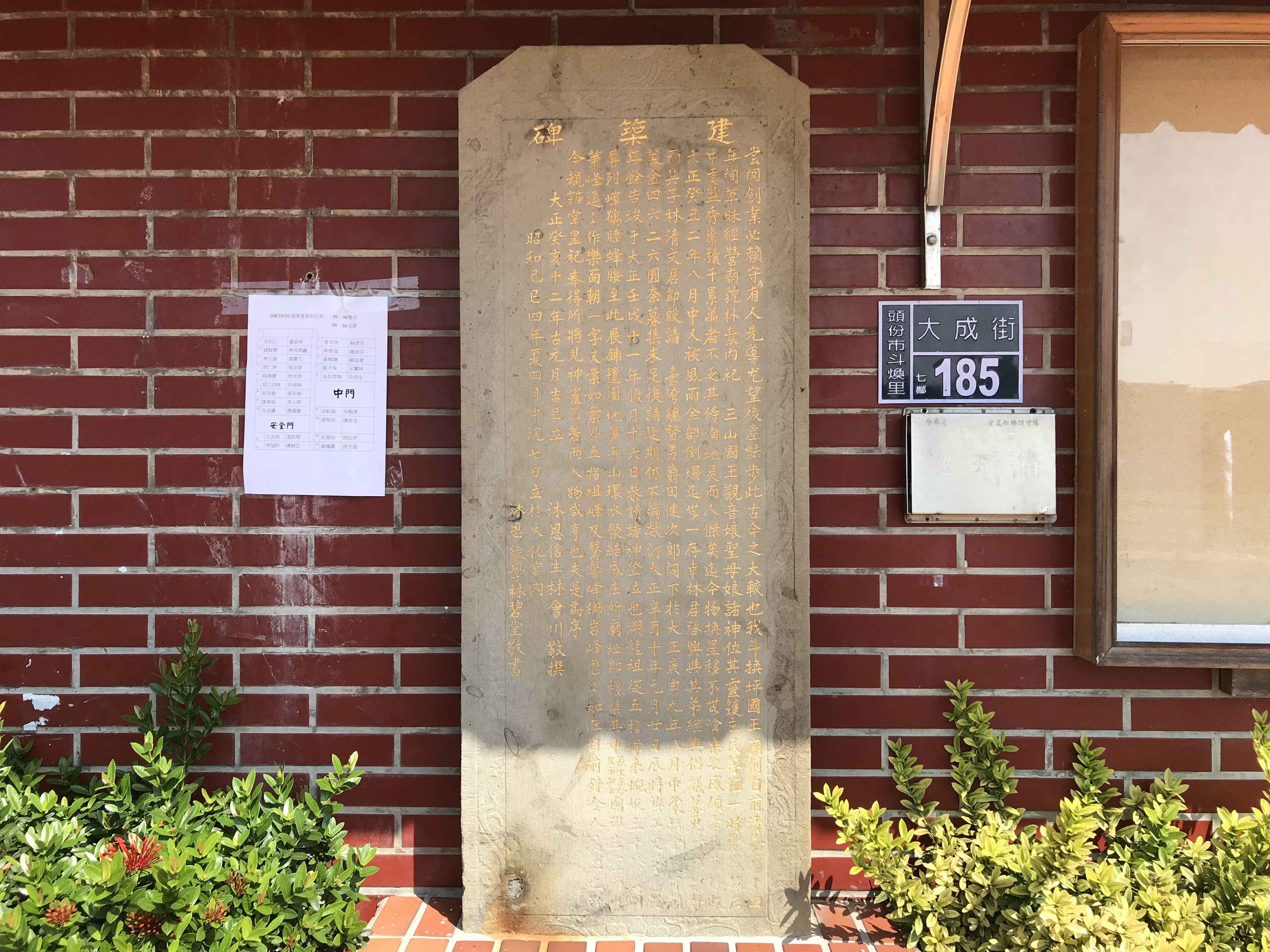
建築碑

嘉慶年間，徐德清開墾原住民居住的斗煥坪並攜來三山國王香火，於嘉慶十四年（1809年）建廟，初名為「三山國王廟」，1922、1961年修繕。1974年信徒大會中，改名為「大化宮」。
1992年10月因廟基狹小，管委會決定興建新廟，該年11月11日選定斗煥里大成街185號動土興建。
1995年9月26日，居民為反對元華開發公司在當地興建納骨塔，議員蘇文楨在大化宮召開調查專案會議，縣府有關的各科室主管及承辦人員都列席，反對該寶塔興建的居民三百多人也到場。次年1月19日中午，抗議民眾將大化宮三山國王神像請到納骨塔工地旁的自救會帳棚中。此舉除不僅讓業者的施工車輛無法進出，也以宗教活動名義反制警方祭出《集會遊行法》。21日下午，新黨國代提名人王培珠在十多部插著新黨旗幟的車陣引領下來到抗爭現場，到帳棚內參拜三山國王，並捐六千元做為抗爭經費。3月12日晚，王培珠陪同1996年中華民國總統選舉副總統候選人郝柏村到棚內參拜三山國王。
1996年11月29日，舉行新廟登龕大典，東堂供奉孔子、倉頡先師和文昌帝君，西堂供奉註生娘娘。縣長何智輝、議長胡振春、國代陳運棟、鎮長徐耀昌、縣議員蘇文楨、梁彭菊娘、國民黨和民進黨苗栗縣黨部主委詹源寶、杜文卿等人到場敬獻。
經過二年抗爭行動，縣府、省府接受監察院糾正，撤銷元華興建執照。大化宮的三山國王與媽祖神像在1997年9月20日請回，結束坐鎮長達一年八個月的抗爭。　
2000年8月13日，廟方拆除因結構坍塌和配合公路拓寬的舊廟，做為年底建醮祭壇和停車場。次月1日將舊廟前的兩棵老榕樹移植到育達學院廣亞草坪。
2019年5月，為恭紀念醫院在此廟設立健檢點。

## 外部連結
- 頭份大化宮的Facebook專頁